# Amt Zörbig
Das Amt Zörbig war eine im Leipziger Kreis gelegene territoriale Verwaltungseinheit des Kurfürstentums Sachsen. Zwischen 1657 und 1738 gehörte das Amt zum albertinischen Sekundogenitur-Fürstentum Sachsen-Merseburg.
Bis zur Abtretung an Preußen 1815 bildete es als sächsisches Amt den räumlichen Bezugspunkt für die Einforderung landesherrlicher Abgaben und Frondienste, für Polizei, Rechtsprechung und Heeresfolge.

## Geographische Lage
Das Amt Zörbig lag im Nordwesten des Leipziger Kreises. Es war eine Exklave des Leipziger Kreises und trennte wie ein Keil das Fürstentum Anhalt im Norden vom Herzogtum Magdeburg im Süden. Nur im Osten war es über das Amt Bitterfeld (zum Kurkreis gehörig) mit dem Kurfürstentum Sachsen verbunden. Im Norden bildete die Fuhne die Grenze zum Fürstentum Anhalt. Die Exklave Repau lag nördlich der Fuhne im Fürstentum Anhalt. Hinsdorf lag westlich des Amts und war durch eine Exklave des zum Hochstift Merseburg gehörigen Amts Lauchstädt von diesem getrennt.
Das Amtsgebiet liegt heute im Südosten von Sachsen-Anhalt und gehört bis auf Hinsdorf (im Saalekreis) zum Landkreis Anhalt-Bitterfeld. Die meisten Amtsorte gehören heute zur Stadt Zörbig.

## Angrenzende Verwaltungseinheiten
| Amt Lauchstädt (Rittergut Cösseln, Exklave) | Fürstentum Anhalt                                                                                |                |
| Amt Delitzsch (Rittergut Ostrau, Exklave)   | Kompassrose, die auf Nachbargemeinden zeigt                                                      | Amt Bitterfeld |
|                                             | Saalkreis (Herzogtum Magdeburg, 1648 zum Kurfürstentum Brandenburg, 1701 zum Königreich Preußen) |                |

## Geschichte
Die Burg Zörbig war bereits um das Jahr 1000 in Besitz der Wettiner. 1242 kam sie an das Erzstift Magdeburg und ging 1350/55 endgültig in wettinischen Besitz über. Nach der Leipziger Teilung 1485 gehörte das Amt zur albertinischen Linie der Wettiner. 
Das Amt Zörbig war seit 1501 fast immer verpfändet gewesen. Im Jahr 1535 verschrieb es Herzog Georg der Bärtige dem Amtmann Christoph von Carlowitz für 6.000 Gulden auf 12 Jahre unkündbar auf Wiederkauf. Nach dem Tod Herzog Georgs forderte Herzog Heinrich V. von Sachsen Carlowitz zur Abtretung von Schloss und Amt Zörbig auf, wogegen dieser einen Beschluss des Reichskammergerichts erwirkte.
Zwischen 1657 und 1738 gehörte das Amt zum Sekundogenitur-Fürstentum Sachsen-Merseburg. 1691 erhielt Herzog August von Sachsen-Merseburg-Zörbig das Amt, die Stadt und das Schloss Zörbig von seinem Vater Christian I. von Sachsen-Merseburg als Apanage, es blieb aber weiterhin in Abhängigkeit von der Merseburger Hauptlinie. August nahm seine Residenz in Zörbig.
Einige Freihöfe in den Amtsorten Schrenz, Werben und Löbersdorf gehörten in das Amt Petersberg, welches der sächsische Kurfürst August der Starke mit allem Zubehör im Jahre 1697 an Brandenburg-Preußen verkaufte. Als Enklaven im kursächsischen Gebiet gehörten diese Freihöfe nun zum preußischen Saalkreis im Herzogtum Magdeburg. Durch den Frieden von Tilsit kamen sie im Jahr 1807 zum Königreich Westphalen und wurden dem Kanton Löbejün angegliedert, welcher sich im Distrikt Halle des Departements der Saale befand. Nach der Niederlage Napoléons und dem Ende des Königreichs Westphalen im Jahr 1813 nahm der preußische König mit seinen „alten Provinzen“ auch den Saalkreis und die Freihöfe in Schrenz, Werben und Löbersdorf wieder in Besitz. 
In Folge der Niederlage des Königreichs Sachsens in den Befreiungskriegen wurden auf dem Wiener Kongress im Jahr 1815 Gebietsabtretungen an das Königreich Preußen beschlossen. Das Amt Zörbig und die preußischen Freihöfe in Schrenz, Werben und Löbersdorf wurde dem 1816 neu gebildeten Landkreis Bitterfeld der preußischen Provinz Sachsen zugeordnet. Die Abwicklung der Amtsverwaltung nahm noch einige Zeit in Anspruch.

## Bestandteile
Städte
- Zörbig

Amtsdörfer
| - Grötz - Heideloh - Hinsdorf (Exklave) - Köckern - Löberitz | - Löbersdorf (anteilig) - Möhlau - Mößlitz - Prussendorf - Quetz | - Rieda - Repau (Exklave) - Rodigkau - Rödgen - Schrenz | - Siegelsdorf - Spören - Stumsdorf - Tannepöls - Werben | - Zeschdorf - Zöberitz - Zschepkau |

## Amtmänner
- Christoph von Carlowitz, Amtmann ab 1535, danach ab 1543 im Kreisamt Leipzig